# Learjet 31
Il Learjet 31 è un business jet bimotore statunitense. Prodotto dalla Learjet come successore del Learjet 29, può trasportare otto passeggeri e due membri dell'equipaggio.

## Storia del progetto
Il primo volo del Learjet 31 ha avuto luogo l'11 maggio 1987. La variante Learjet 31A è stata introdotta nell'ottobre 1990. Questa versione offriva come optional una maggiore velocità di crociera, un nuovo sistema avionico digitale con EFIS forniti da AlliedSignal (oggi Honeywell) e un differente pannello strumenti. Il parabrezza può essere riscaldato.
Il Learjet 31ER è stato prodotto con un raggio d'autonomia maggiore.

## Varianti

### Learjet 31
Il Learjet modello 31 è l'ultimo velivolo realizzato sulla cellula del Learjet 23. Il modello 31 combina la fusoliera e i motori del modello 35/36 con le ali "Longhorn" dei modelli 28, 29 e 55, ottenendo un miglioramento delle performance. La quota di crociera è stabilita tra i 41 000 e 47 000 piedi (da 12 500 a 14 900 m) e l'altitudine massima è di 51 000 piedi pari a 15 500 m.

### Learjet 31A
Il Learjet 31A è stato annunciato nel 1990 come sostituto del Learjet 31. Il modello 31A vantava numerose modifiche, ma i cambiamenti più significativi avrebbero avuto luogo nella cabina di pilotaggio. Modifiche chiave e aggiornamenti sono stati apportati al cockpit e all'avionica.
Nel 2000 il Learjet 31A è stato rivisto. È stato aumentato il peso massimo al decollo e all'atterraggio. I motori sono stati dotati di un nuovo sistema di controllo digitale (EICAS), gli inversori di spinta sono stati installati di serie. Il sistema dell'aria condizionata è stato sostituito da un impianto diviso in due zone, la cabina passeggeri e la cabina di pilotaggio.

### Learjet 31A/ER
Versione con un'autonomia di volo maggiore (ER è la sigla che in lingua inglese indica Extended Range, autonomia estesa), con una portata di 1 911 nm (2 199 miglia o 3 539 km).

## Utilizzatori

### Militari
Namibia
- Namibian Air Force

1 Learjet 31A consegnato.

## Galleria d'immagini

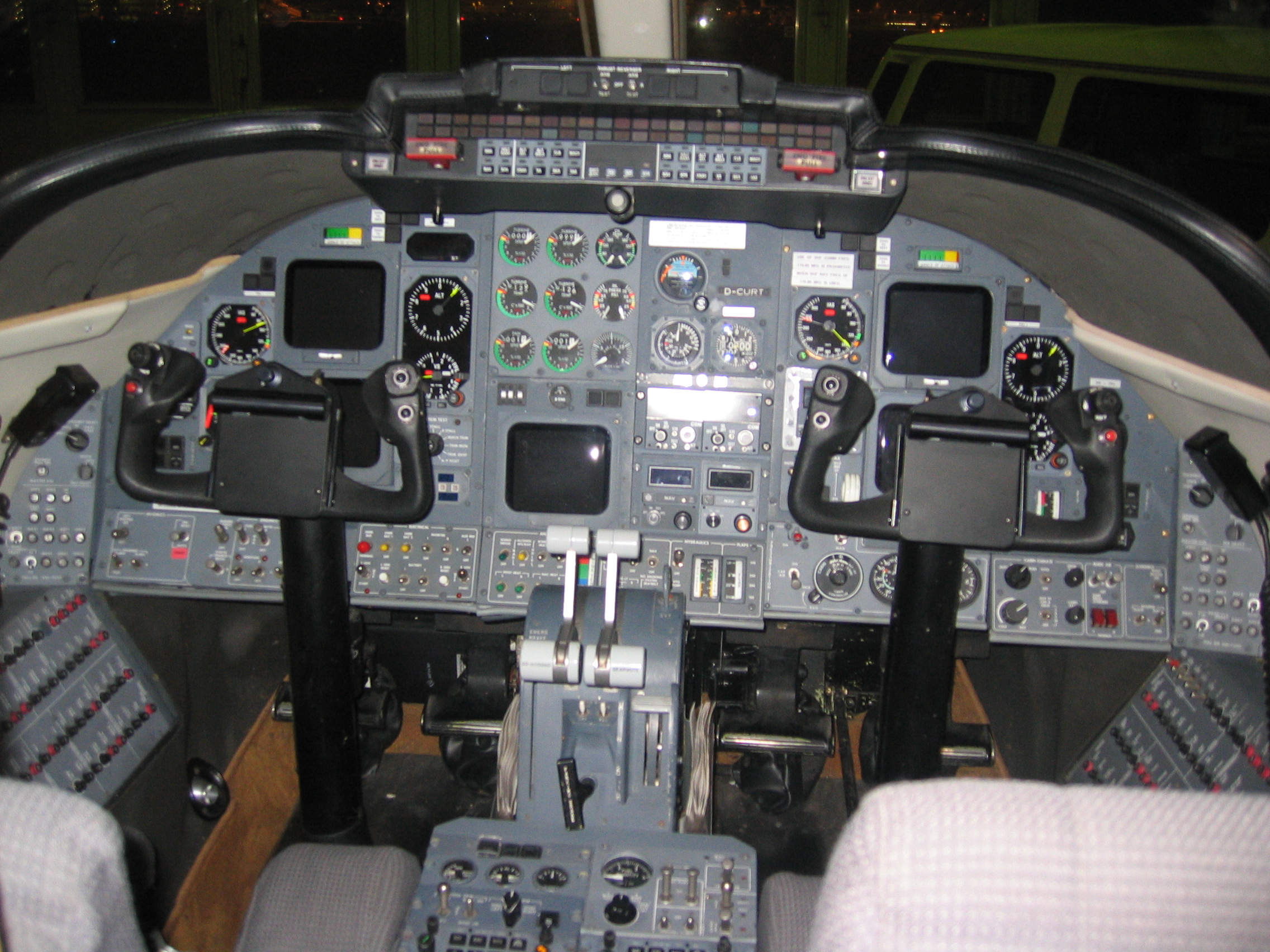
Particolare del Cockpit di un Learjet 31.
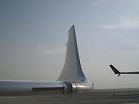
Winglet montato all'estremità dell'ala.
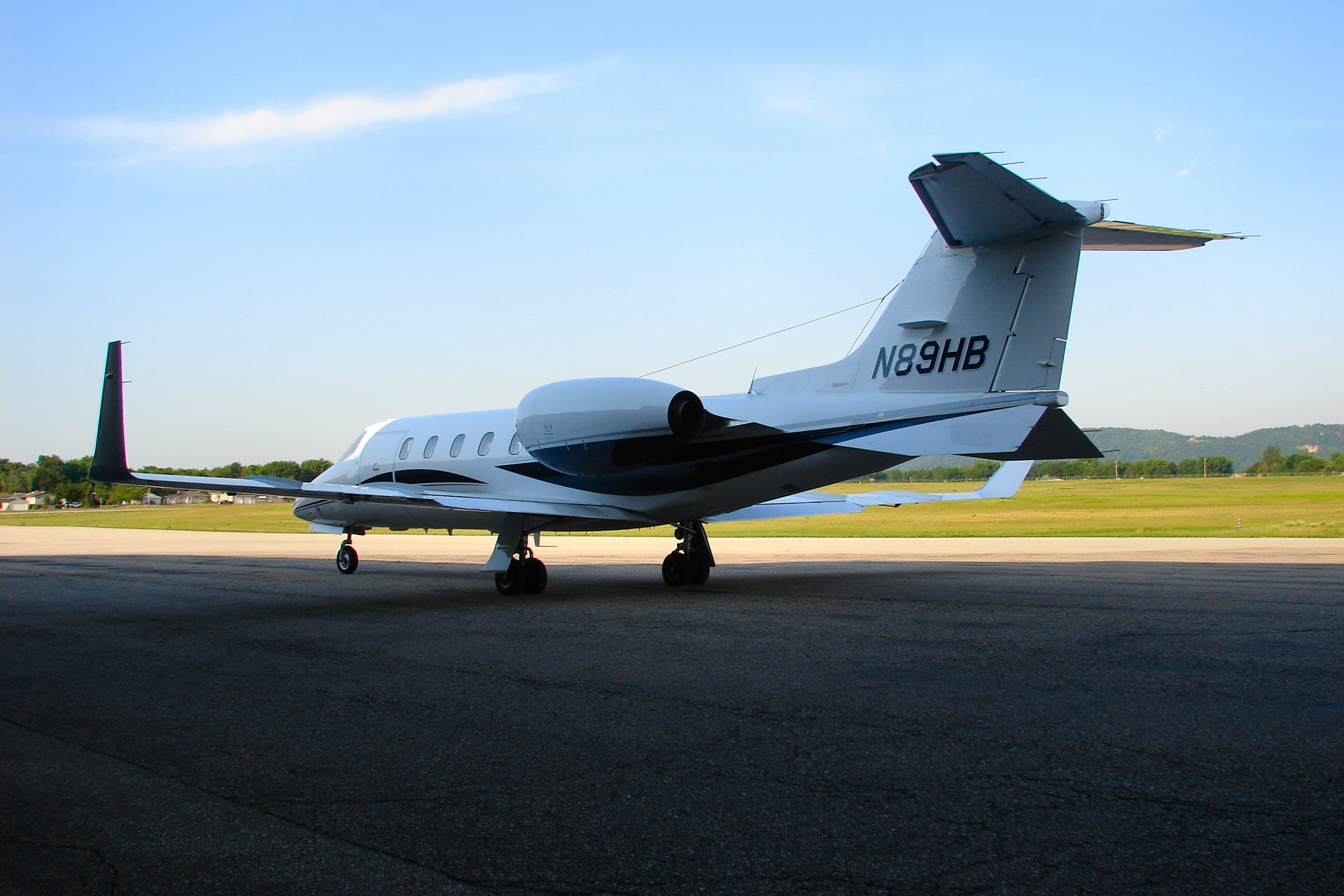
Particolare della parte posteriore di un Learjet 31A.
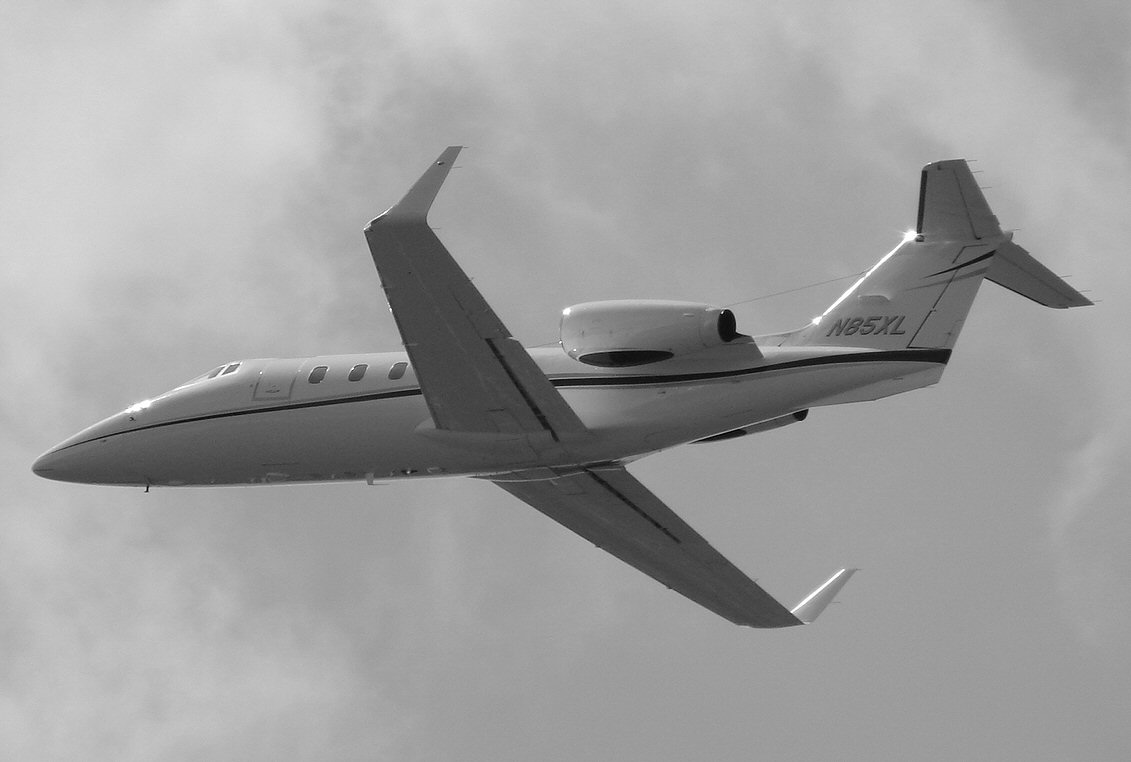
Un Learjet 31A in volo.